# تشارلي نورمان
تشارلي نورمان (بالسويدية: Charlie Norman)‏ هو عازف بيانو سويدي، ولد في 4 أكتوبر 1920 في Ludvika ‏ في السويد، وتوفي في 12 أغسطس 2005 في داندريد ‏ في السويد بسبب سرطان.

## وصلات خارجية
- تشارلي نورمان على موقع IMDb (الإنجليزية)
- تشارلي نورمان على موقع ميوزك برينز (الإنجليزية)
- تشارلي نورمان على موقع قاعدة بيانات الأفلام السويدية (السويدية)
- تشارلي نورمان على موقع ديسكوغز (الإنجليزية)
- تشارلي نورمان على موقع كينوبويسك (الروسية)